# ジェフ・バニスター
ジェフリー・トッド・バニスター（Jeffery Todd Banister, 1964年1月15日 - ）は、アメリカ合衆国オクラホマ州ウェザーフォード出身の元プロ野球選手（捕手）、元プロ野球監督。右投右打。
愛称はバニー・ルースター。

## 経歴
1986年のMLBドラフト会議でピッツバーグ・パイレーツから25巡目（全体では621位）で指名され、捕手として入団。MLBの公式戦には1991年に代打で1試合出たのみだったが、この打席で安打を放ったことから、MLB公式戦での通算打率は「1.000」（1打席1打数1安打）と記録されている。
1993年に現役を引退してからも、2014年までパイレーツに残り、傘下マイナーリーグ球団の監督や守備コーディネーター、トップチームのベンチコーチを歴任した。
2015年にテキサス・レンジャーズの監督に就任すると、前年に西地区の最下位でシーズンを終えていたチームを地区優勝へ導き、アメリカンリーグの最優秀監督賞を受賞した。その一方で、自身の就任前にレンジャーズとメジャー契約を結んでいた藤川球児を、就任の当初から冷遇。シカゴ・カブス在籍中の2013年に右肘のトミー・ジョン手術を受けていたことを踏まえた条項が契約に盛り込まれていたにもかかわらず、このような条項を逸脱した扱いをスプリング・トレーニング中から繰り返した。結局、藤川はシーズン途中の5月で退団を余儀なくされた末に、自身の意向で8月から日本球界へ復帰している。
2016年にもチームを地区優勝へ導いたが、2年ともポストシーズンのプレーオフで敗退した。さらに、チームは2017年にレギュラーシーズンを負け越し。2018年には、チーム10年振りの2年連続負け越しがレギュラーシーズン中に確定したことを背景に、シーズン終盤の9月21日付で監督の職を解かれた。
2022年からはアリゾナ・ダイヤモンドバックスのベンチコーチを務める。

## 詳細情報

### 年度別打撃成績
| 年 度    | 球 団    | 試 合 | 打 席 | 打 数 | 得 点 | 安 打 | 二 塁 打 | 三 塁 打 | 本 塁 打 | 塁 打 | 打 点 | 盗 塁 | 盗 塁 死 | 犠 打 | 犠 飛 | 四 球 | 敬 遠 | 死 球 | 三 振 | 併 殺 打 | 打 率 | 出 塁 率 | 長 打 率 | O P S |
| -------- | -------- | ----- | ----- | ----- | ----- | ----- | -------- | -------- | -------- | ----- | ----- | ----- | -------- | ----- | ----- | ----- | ----- | ----- | ----- | -------- | ----- | -------- | -------- | ----- |
| 1991     | PIT      | 1     | 1     | 1     | 0     | 1     | 0        | 0        | 0        | 0     | 0     | 0     | 0        | 0     | 0     | 0     | 0     | 0     | 0     | 0        | 1.000 | 1.000    | 1.000    | 2.000 |
| MLB：1年 | MLB：1年 | 1     | 1     | 1     | 0     | 1     | 0        | 0        | 0        | 0     | 0     | 0     | 0        | 0     | 0     | 0     | 0     | 0     | 0     | 0        | 1.000 | 1.000    | 1.000    | 2.000 |

### 年度別監督成績
| 年度      | 球団      | 地区      | 年齢      | 試合 | 勝利 | 敗戦 | 勝率 | 順位/チーム数 | 備考     | プレーオフ勝敗 |
| --------- | --------- | --------- | --------- | ---- | ---- | ---- | ---- | ------------- | -------- | -------------- |
| 2015      | TEX       | AL 西     | 51        | 162  | 88   | 74   | .543 | 1 / 5         | ALDS敗退 | 2勝3敗         |
| 2016      | TEX       | AL 西     | 52        | 162  | 95   | 67   | .586 | 1 / 5         | ALDS敗退 | 0勝3敗         |
| 2017      | TEX       | AL 西     | 53        | 162  | 78   | 84   | .481 | 3 / 5         |          |                |
| 2018      | TEX       | AL 西     | 54        | 152  | 64   | 88   | .421 | 5 / 5         | 途中解任 |                |
| 通算：4年 | 通算：4年 | 通算：4年 | 通算：4年 | 638  | 325  | 313  | .509 |               |          | 2勝6敗         |

- 年齢は、その年の満年齢で表記
- 勝利数、勝率の太字はリーグ1位
- 順位の太字はポストシーズン進出（ワイルドカードを含む）
- 太字年は最優秀監督賞受賞

### 表彰
- アメリカンリーグ最優秀監督賞：1回（2015年）

### 背番号
- 28 (1991年、2012年 - 2018年途中)
- 70 (1999年)
- 57 (2000年)
- 55 (2011年 - 同年途中)
- 17 (2011年途中 - 同年終了)